# مسجد الرميلة (الرياض)
مسجد الرميلة أو مسجد آل سلمة هو مسجد تاريخي بالرياض، عاصمة بالمملكة العربية السعودية.

## الموقع
يقع المسجد في حي الظهيرة شمال بلدة الرياض القديمة.

## البناء
أُعيد ترميم المسجد على هيئته المعمارية الأصلية، يُمثل تصميمه أنموذجًا لمعمار مساجد الرياض القديمة، اُستخدم في بنائه الطين ومواد طبيعية من البيئة المحلية عماد الطراز النجدي والمتكيف مع طبيعة المناخ.

## الترميم
في عام 2022 اختير المسجد من ضمن قائمة مشروع محمد بن سلمان لتطوير المساجد التاريخية، بلغت مساحة المسجد قبل الترميم 1184.69 م² إلى 1555.92 م²، ومن سعة 327 مصلٍ إلى 657 مصليًا.